# Howlandův ostrov

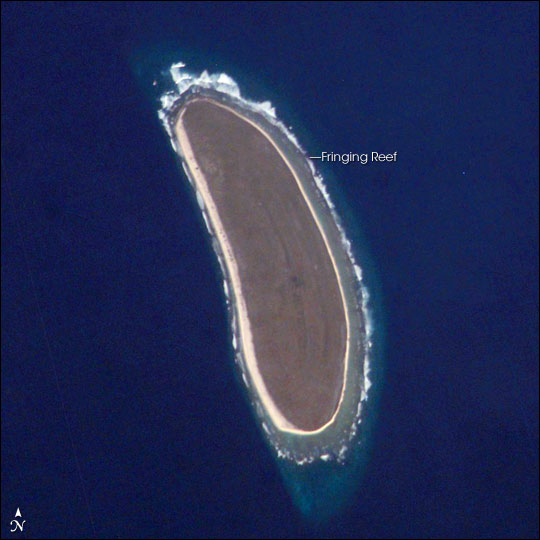
Howland Island při pohledu z vesmíru

Howlandův ostrov (anglicky Howland Island) je neobydlený atol nedaleko rovníku uprostřed Tichého oceánu, asi 3100 km jihozápadně od Honolulu. Leží na zhruba v polovině cesty z Austrálie na Havaj. Jeho nejbližším sousedem je Bakerův ostrov, který leží asi 70 km na jih. Relativně nedaleko (několik set kilometrů na jihovýchod, jih a jihozápad) se také nachází souostroví Kiribati.
Howlandův ostrov patří mezi tzv. nezačleněná území Spojených států amerických, pro statistické účely se ostrov zařazuje pod Menší odlehlé ostrovy Spojených států amerických. Dříve se také jmenoval Worth Island.
Celý ostrov patří spolu s okolními 130 km² mořského dna pod přírodní rezervaci Howland Island National Wildlife Refuge, spravovanou U.S. Fish and Wildlife Service pod americkým ministerstvem vnitra.
Obranu ostrova mají na starosti Spojené státy. Přestože je neobydlený, každé dva roky ostrov navštěvují zaměstnanci U.S. Fish and Wildlife Service.

## Dějiny
Sporé zbytky stezek a další nálezy napovídají, že ostrov znali a navštěvovali Polynésané. V době, kdy o něm přinesly zprávy první velrybářské lodě, byl však neobydlený.
Nejstarší doloženou zmínku o ostrově přinesl v roce 1822 kapitán velrybářské lodi Oeno, George B. Worth, po němž se ostrov někdy pojmenovával. Později zde zastavovaly další lodě, některé tu také ztroskotaly. Naposledy byl ostrov „objeven“ 9. září 1842 lodí Isabella z New Bedfordu, jejíž kapitán George E. Netcher prý dal ostrovu jméno po svém plavčíkovi, který ho první spatřil: Howlandův.
Spojené státy se přihlásily k vlastnictví ostrova v roce 1857 na základě Zákona o guánových ostrovech přijatého roku 1856. Jeho zásoby guana dolovaly americké a britské firmy ve druhé polovině 19. století. V roce 1935 došlo ke krátkému pokusu o kolonizaci Howlandova ostrova. Začal rotující posádkou čtyř studentů a absolventů Chlapecké školy Kamehameha, vojenské školy v havajském Honolulu. Přestože zájemci se hlásili na vědeckou expedici a předpokládali, že stráví tříměsíční práci sbíráním biologických vzorků, jakmile byli na moři, bylo jim řečeno „Vaše jména vstoupí do historie.“ a že z ostrovů se stanou „známé letecké základny na trase spojující Austrálii s Kalifornií“. Nedaleko západní pláže byla založena osada Itascatown, sestávající z půl tuctu malých dřevěných staveb a stanů, pojmenovaná po lodi americké pobřežní stráže, která osadníky přivezla a posléze jim poskytovala spojení se světem. Nezkušení kolonisté dostali velké zásoby konzervovaných potravin, vody a dalšího materiálu včetně benzínové ledničky, vysílačky, zdravotnického materiálu a (typické pro tuto dobu) značného množství cigaret. Jídelníček si zpestřovali rybařením. Většinu jejich práce představovalo pravidelné pozorování počasí a postupné vytváření základní infrastruktury na ostrově, včetně čištění přistávací plochy pro letadla. Podobné projekty běžely i na nedalekém Bakerově ostrově, Jarvisově ostrově a dvou dalších ostrovech.
V souladu s jeho předpokládanou rolí letecké základny měl být Howlandův ostrov zastávkou na doplnění paliva pro americkou pilotku Amelii Earhart a jejího navigátora Freda Noonana na jejich letu kolem světa v roce 1937. Letadlo se vydalo na cestu z Lae na Nové Guineji a jeho rádiové vysílání bylo zachyceno na Howlandově ostrově, když se k němu letadlo přiblížilo, nicméně ho už nikdo nikdy nespatřil.
Po americkém vstupu do druhé světové války zaútočilo 8. prosince 1941 na ostrov 14 japonských bombardérů. Útok nepřežili dva z kamehamežských osadníků (Richard „Dicky“ Kanani Whaley a Joseph Kealoha Keli'hananui). O dva dny později japonská ponorka srovnala se zemí to, co z osady zbylo. Dva přeživší osadníci byli evakuováni 31. ledna 1942 americkým torpédoborcem. Koncem roku 1943 ostrov obsadil prapor amerického námořnictva.
Po válce zůstal ostrov neobydlený. Přemnožily se na něm divoké kočky, potomci zvířat přivezených osadníky. Kočky byly postupně odstraněny v 80. letech 20. století a z ostrova s okolím se stala přírodní rezervace. Vstup na něj je dovolen jen na zvláštní povolení amerického úřadu pro ryby a zvěř, které se obvykle vydává jen vědcům a výzkumníkům, občas ale také majitelům amatérských radiostanic. Narůstajícím problémem jsou však nepovolené návštěvy komerčních rybářských lodí a vrtulníků.
V lednu 2024 společnost Deep Sea Vision z Charlestonu v Jižní Karolíně, která provozuje podvodní plavidla bez posádky, našla na dně oceánu pomocí sonaru cosi, co vypadá jako pozůstatky letadla. Objekt ve tvaru Lockheedu Electra byl detekován ponorkou Hugin 16 tisíc stop (4,9 km) pod hladinou ve vzdálenosti do 100 mil od ostrova. K potvrzení je třeba provést další průzkumy.

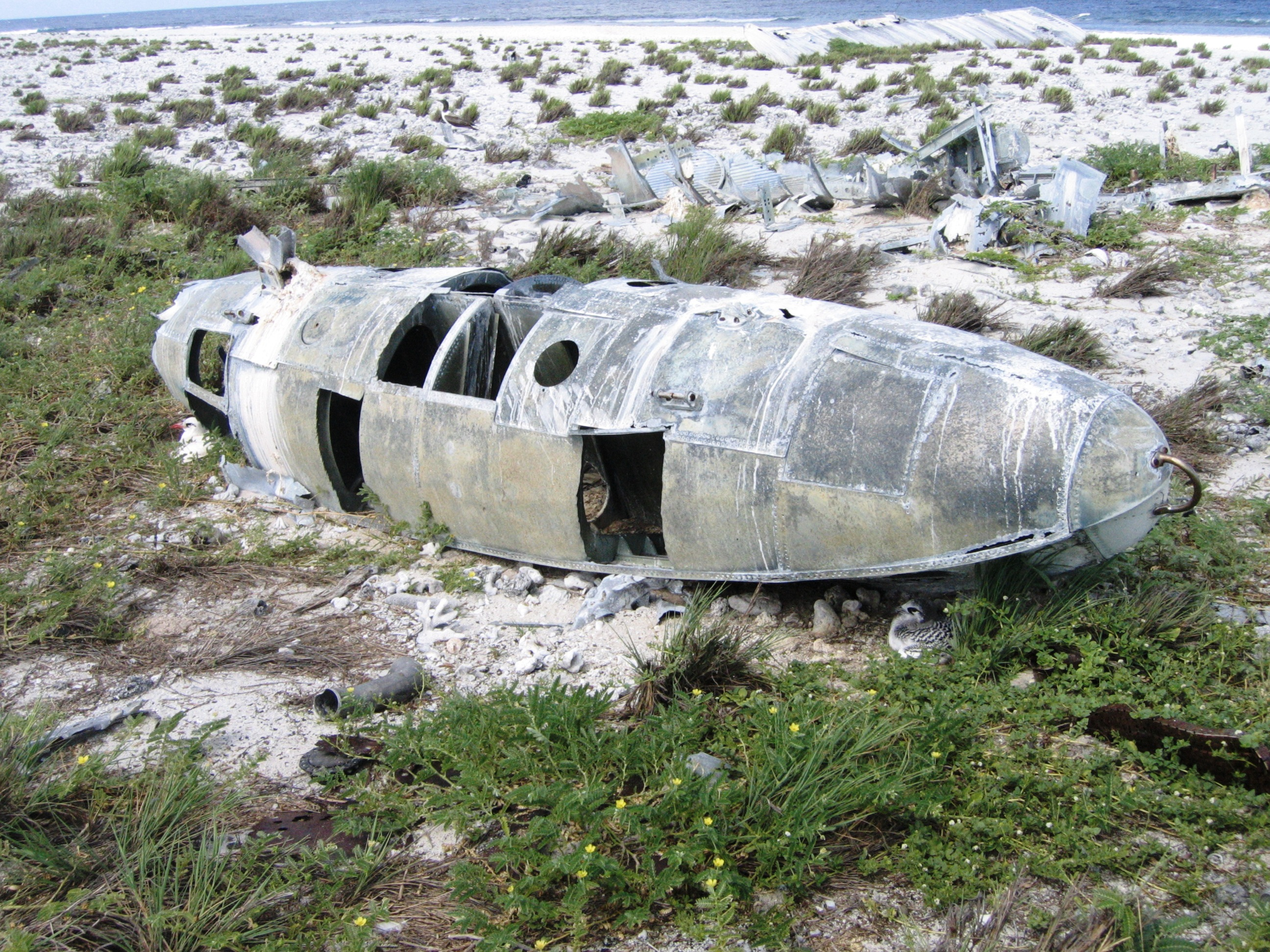
Vrak letadla na Howlandově ostrově

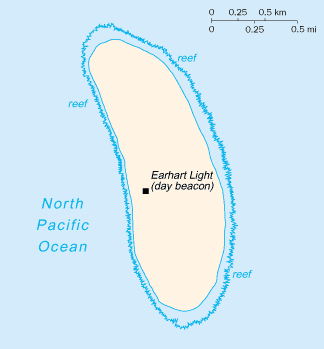
Mapa Howlandova ostrova

## Geografie
Ostrov leží v severním Pacifiku, má plochu pouhých 1,84 km² (455 akrů) a 6,4 km pobřeží. Tvar ostrova je protažený v severojižním směru. Podnebí je rovníkové, s málo srážkami a pálícím sluncem. Teploty jsou trochu zmírňovány konstantním východním větrem. Povrch je nízký a písečný: korálový ostrov obklopený úzkým zřaseným útesem s mírně zvednutou centrální částí. Nejvyšší bod leží asi 6 metrů nad hladinou moře.
Nejsou zde přírodní zdroje pitné vody. Přírodu ostrova tvoří roztroušené trávy a plazivé keře. V roce 1942 očití svědkové popisovali „nízký háj uschlých a trouchnivějících stromů kou“ na malém návrší uprostřed ostrova, ale o 58 let později (2000) člen vědecké výpravy hlásil „pustou pláň korálového písku, bez jediného stromu“ a několik stop po troskách budov. Howland je především hnízdiště pro ptáky a mořské živočišstvo.
Spojené státy si nárokují exkluzivní ekonomickou zónu 200 námořních mil (370 km) a teritoriální vody 12 námořních mil (22 km).

## Doprava
Ostrov nemá přístavy. Lodě musí kotvit před korálovými útesy, na břeh se lze dopravit pomocí člunů, které mohou přistávat uprostřed západní pláže.
Plánované letiště na ostrově se jmenovalo Kamakaiwi Field po Jamesi Kamakaiwim, mladém Havajci, který sem přijel s první čtyřčlennou skupinou osadníků, posléze se stal vedoucím skupiny a strávil zde celkem 3 roky. Letiště sestávalo ze tří nezpevněných přistávacích drah postavených v roce 1937 kvůli modernímu letadlu Lockheed L-10 Electra Amelie Earhart. Letiště nebylo nikdy použito, během války bylo několikrát poškozeno a nakonec zcela zmizelo. Ironií osudu tak na ostrově, jehož kolonizace byla motivována vybudováním důležité letecké základny, nakonec nepřistálo jediné letadlo[rozpor] a navíc je ostrov široké veřejnosti znám především díky letadlu, jehož cesta na ostrov skončila tragédií.
Na ostrově je také denní maják, pojmenovaný Earhart Light po zmizelé pilotce. Denní maják je stavba ve tvaru majáku, pomalovaná bílými pruhy, která sice nesvítí jako maják, ale má být alespoň za dne vidět ze vzdálenosti několika mil. Nachází se v místě bývalého Itascatownu. Za války byl poničen, později byl opraven, ale v roce 2000 se údajně nacházel v rozkladu a nebyl nově natřen už celá desetiletí.